# Шпиків (зупинний пункт)
Шпи́ків — пасажирський залізничний зупинний пункт Жмеринської дирекції Південно-Західної залізниці на лінії Жмеринка — Журавлівка між станціями Рахни (4 км) та Юрківка (8 км). Розташований біля села Юліямпіль Жмеринського району Вінницької області.
Раніше перебував в якості станції.

## Пасажирстке сполучення
На платформі зупиняються приміські електропоїзди напрямку Жмеринка — Вапнярка.
Більшість поїздів по Жмеринці узгоджені у напрямку Вінниці (переважно приміські поїзди Жмеринка — Козятин).
З 18 червня 2021 року призначався в якості експерименту приміський поїзд сполученням Козятин — Кодима (прямував через Калинівку, Вінницю, Гнівань, Жмеринку, Рахни, Вапнярку, Крижопіль, Рудницю, Попелюхи).